# Струд, Эллиот
Эллиот Карл Струд (швед. Elliot Karl Stroud; род. 22 июня 2002) — шведский футболист, полузащитник «Мьельбю».

## Клубная карьера
Является воспитанником «Оддевольда», в котором прошёл путь от детских и юношеских команд до основной. 7 июля 2019 года впервые сыграл за клуб в матче первого дивизиона с «Оскарсхамном», появившись на поле в середине второго тайма. Весной 2021 года проходил просмотр в «Хеккене», за время которого провёл несколько тренировок и принял участие в одном товарищеском матче. По окончании сезона вновь тренировался с «Хеккеном», а интерес к полузащитнику проявляли также «Мьельбю», «Броммапойкарна» и норвежский «Тромсё».
8 декабря 2022 года перешёл в «Мьельбю», заключив с клубом контракт, рассчитанный на три года. Впервые в футболке нового клуба появился на поле 25 февраля 2023 года в игре группового этапа кубка страны с «Оскарсхамном». 10 апреля дебютировал в чемпионате Швеции в игре против «Вернаму», заменив на 78-й минуте Ноа Перссона.

## Личная жизнь
Младший брат, Адам, также профессиональный футболист, выступающий на позиции полузащитника.

## Клубная статистика
| Выступление      | Выступление      | Выступление      | Лига | Лига | Кубки | Кубки | Конт. кубки | Конт. кубки | Итого | Итого |
| Клуб             | Лига             | Сезон            | Игры | Голы | Игры  | Голы  | Игры        | Голы        | Игры  | Голы  |
| ---------------- | ---------------- | ---------------- | ---- | ---- | ----- | ----- | ----------- | ----------- | ----- | ----- |
| Оддевольд        | Дивизион 1       | 2019             | 9    | 0    | 0     | 0     | 0           | 0           | 9     | 0     |
| Оддевольд        | Дивизион 2       | 2020             | 11   | 3    | 0     | 0     | 0           | 0           | 11    | 3     |
| Оддевольд        | Дивизион 2       | 2021             | 24   | 7    | 2     | 1     | 0           | 0           | 26    | 8     |
| Оддевольд        | Дивизион 1       | 2022             | 28   | 6    | 0     | 0     | 0           | 0           | 28    | 6     |
| Оддевольд        | Итого            | Итого            | 72   | 16   | 2     | 1     | 0           | 0           | 74    | 17    |
| Мьельбю          | Алльсвенскан     | 2023             | 2    | 0    | 2     | 0     | 0           | 0           | 4     | 0     |
| Мьельбю          | Итого            | Итого            | 2    | 0    | 2     | 0     | 0           | 0           | 4     | 0     |
| Всего за карьеру | Всего за карьеру | Всего за карьеру | 74   | 16   | 4     | 1     | 0           | 0           | 78    | 17    |